# Hermenches
Hermenches és un municipi de Suïssa del cantó de Vaud, situat al districte de Broye-Vully.